# Bombus sylvarum
Espèce
Bombus sylvarum est une espèce d'insectes hyménoptères de la famille des apidés, du genre Bombus et du sous-genre Thoracobombus.

## Galerie

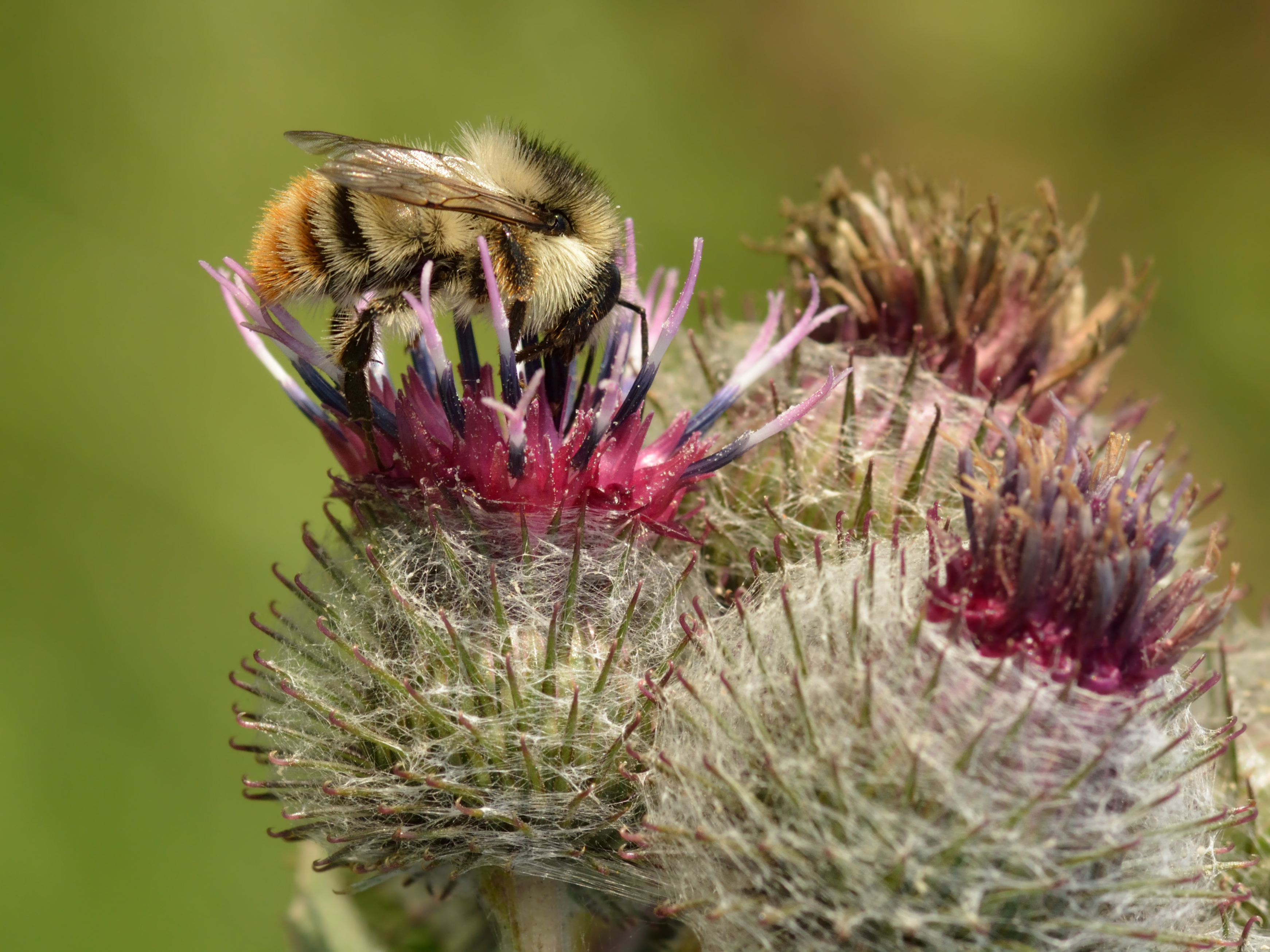
Ouvrière.
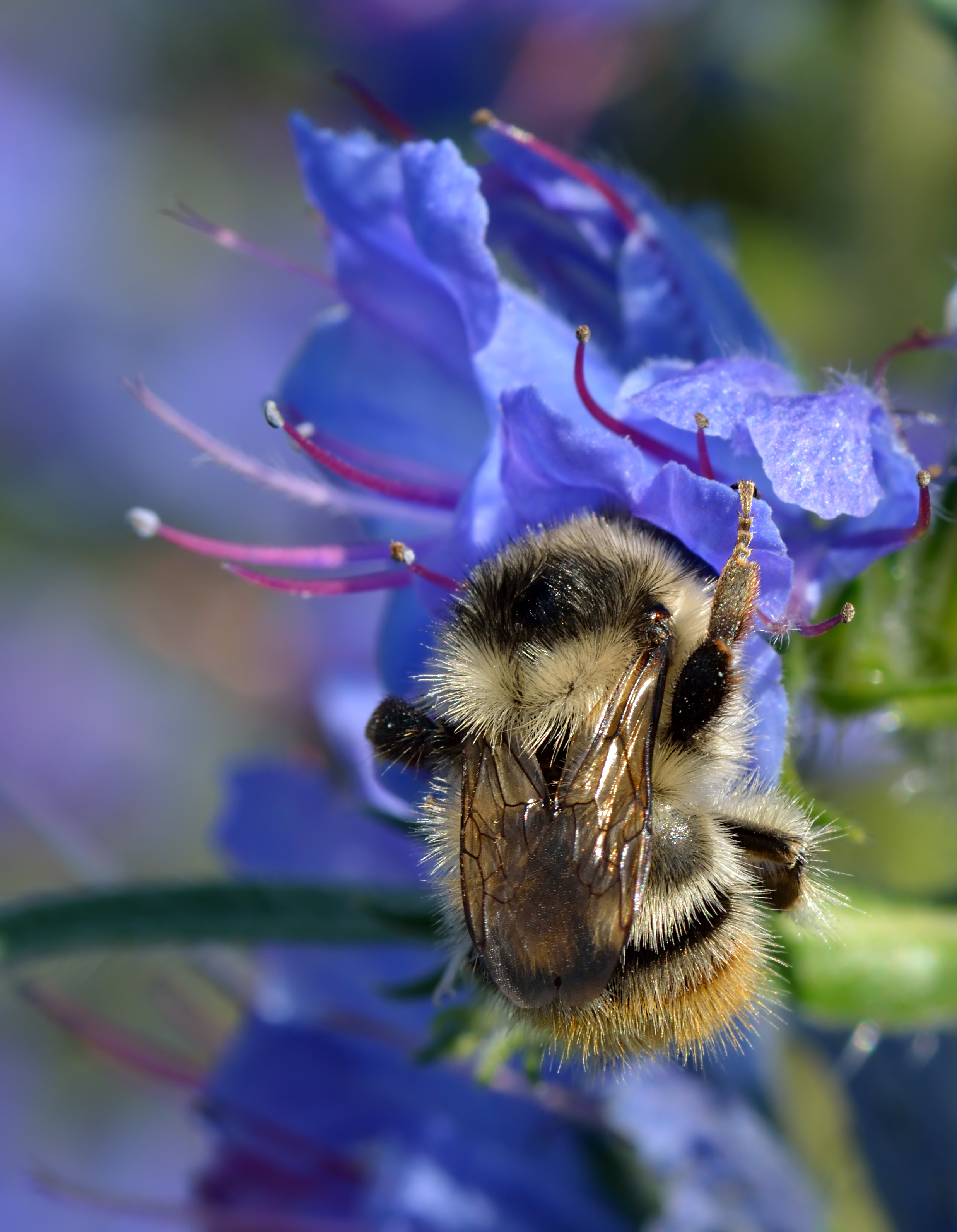
Reine.
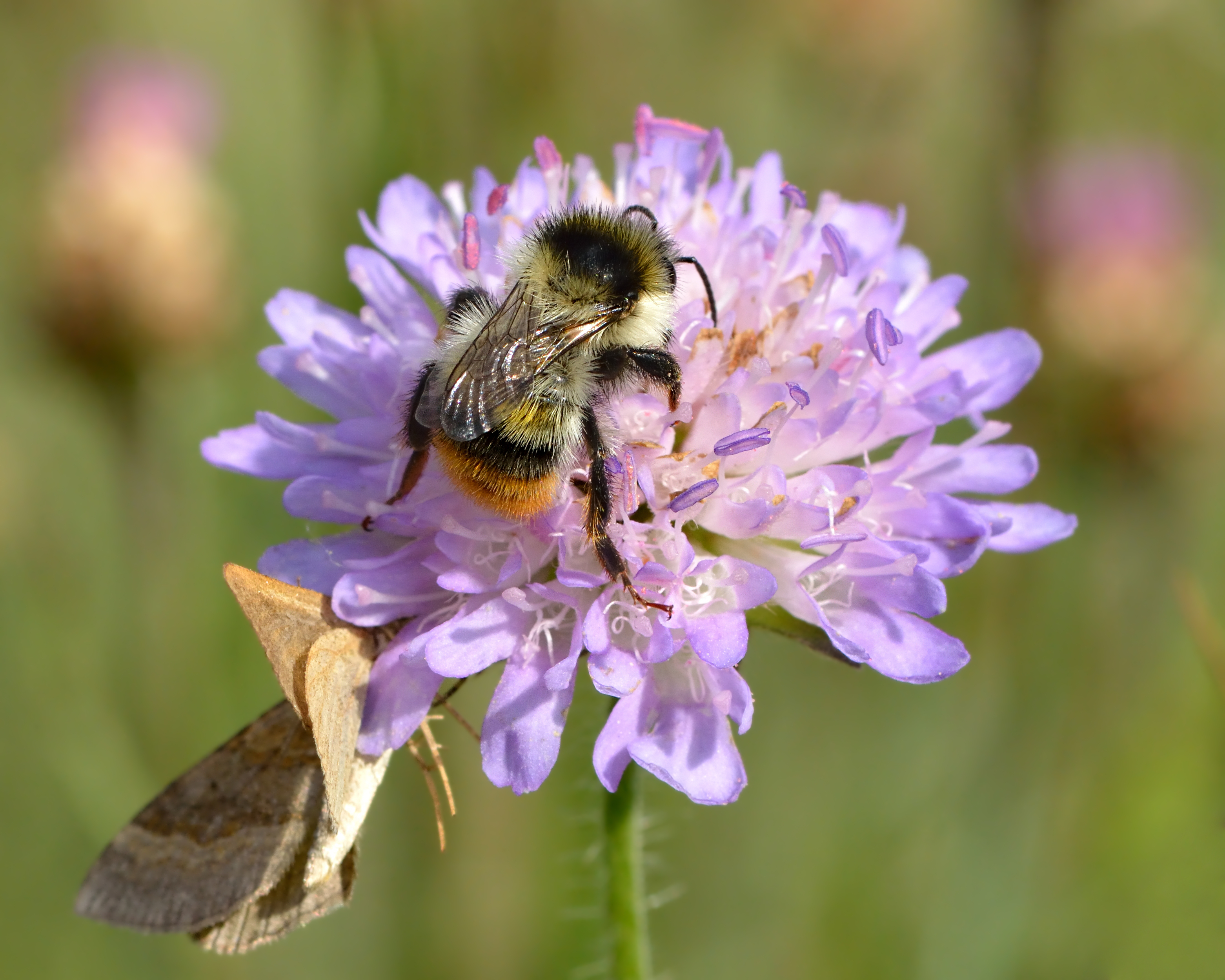
Mâle.